# Heizkissen

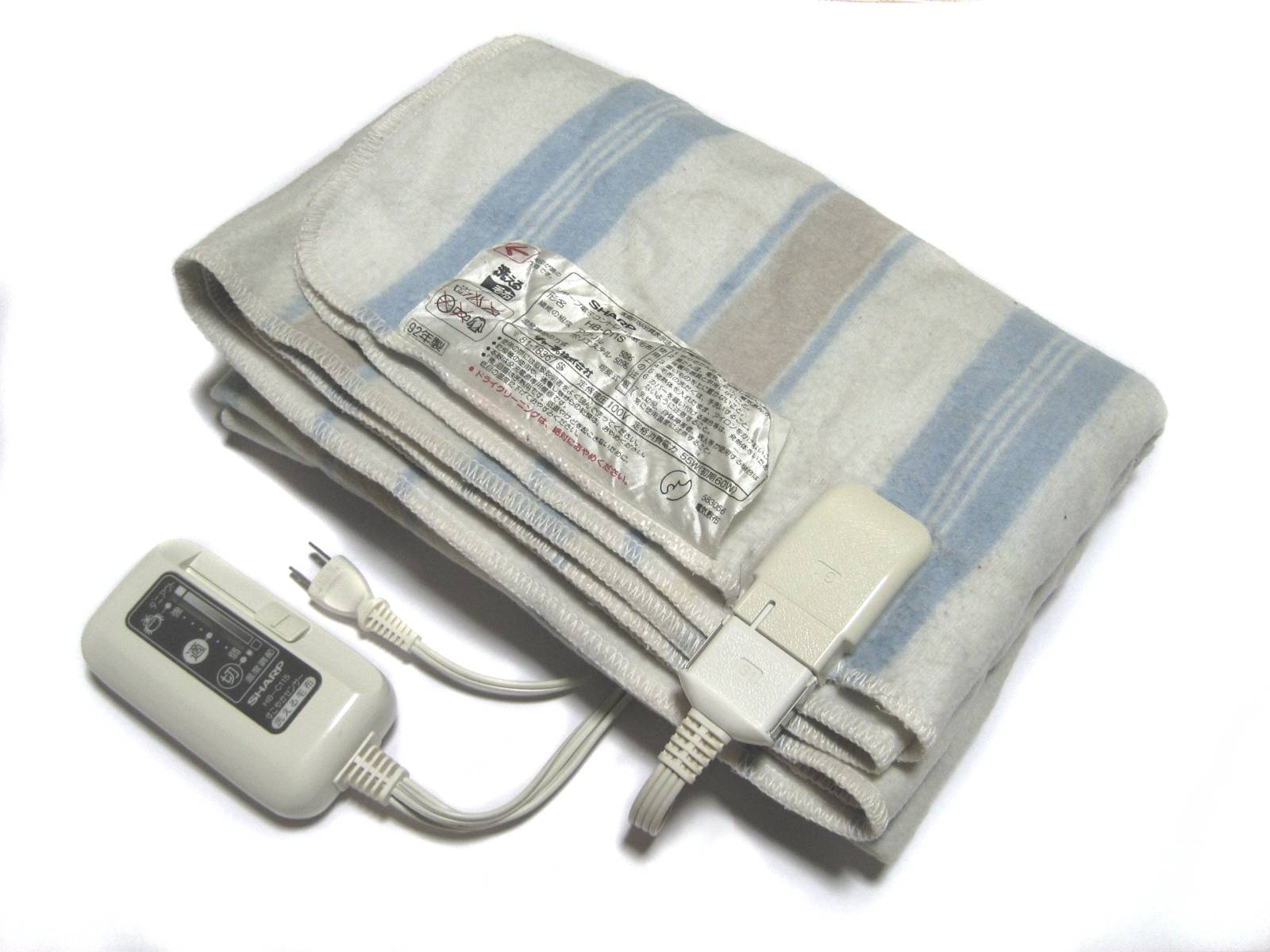
Heizdecke mit Schalter

Ein Heizkissen, eine Heizdecke oder ein Wärmeunterbett ist ein elektrisch betriebenes Heizgerät mit einer textilen flexiblen Umhüllung. Heizkissen werden von Menschen und für Tiere als körpernahe Wärmequelle benutzt oder um das Bett vorzuwärmen. Eine weitere Anwendung ist die Wärmetherapie bei chronischen Schmerzen. Ähnlich aufgebaut mit ähnlichen Anwendungsspektrum ist die Sitzheizung, welche oft fix in Sitzen von Kraftfahrzeugen eingebaut ist.

## Funktion und Beschaffenheit
Im Gegensatz zu Wärmekissen, die nur eine begrenzte Latenzwärme abgeben können, werden Heizkissen und Heizdecken durch einen Heizdraht ständig erwärmt. Die zur Beheizung notwendige elektrische Leistung ist vergleichsweise gering und beträgt maximal ca. 60 W bei Heizkissen sowie 100–200 W bei Heizdecken. Bereits in älteren Geräten ermöglichten Stufenschalter, eine unterschiedliche Anzahl von parallelgeschalteten Heizdrähten zu betreiben und so die Wärmeleistung zu steuern. Neuere Heizkissen und -decken besitzen eine Temperaturmessung mit einem elektronischen Temperaturregler oder Temperaturschalter, eine Thermosicherung und eine Ausschaltautomatik, um Überhitzungen und Dauerbetrieb zu vermeiden. Dadurch ist je nach Herstellerangaben unbeaufsichtigter Betrieb möglich oder die Benutzung während des Schlafens.
Die meisten Geräte werden direkt am Stromnetz ohne galvanische Trennung und gleichzeitig nahe bis unmittelbar am menschlichen Körper betrieben. Daher werden hohe Ansprüche an die Sicherheit gestellt. So muss die Umhüllung der Heizdrähte, bei gleichzeitig gewünschter Flexibilität, bruchfest und wasserdicht isoliert sein. Nur so können beim Kontakt mit Flüssigkeiten, bei starkem Schwitzen oder durch Urin ein elektrischer Schlag und Elektrounfälle vermieden werden.

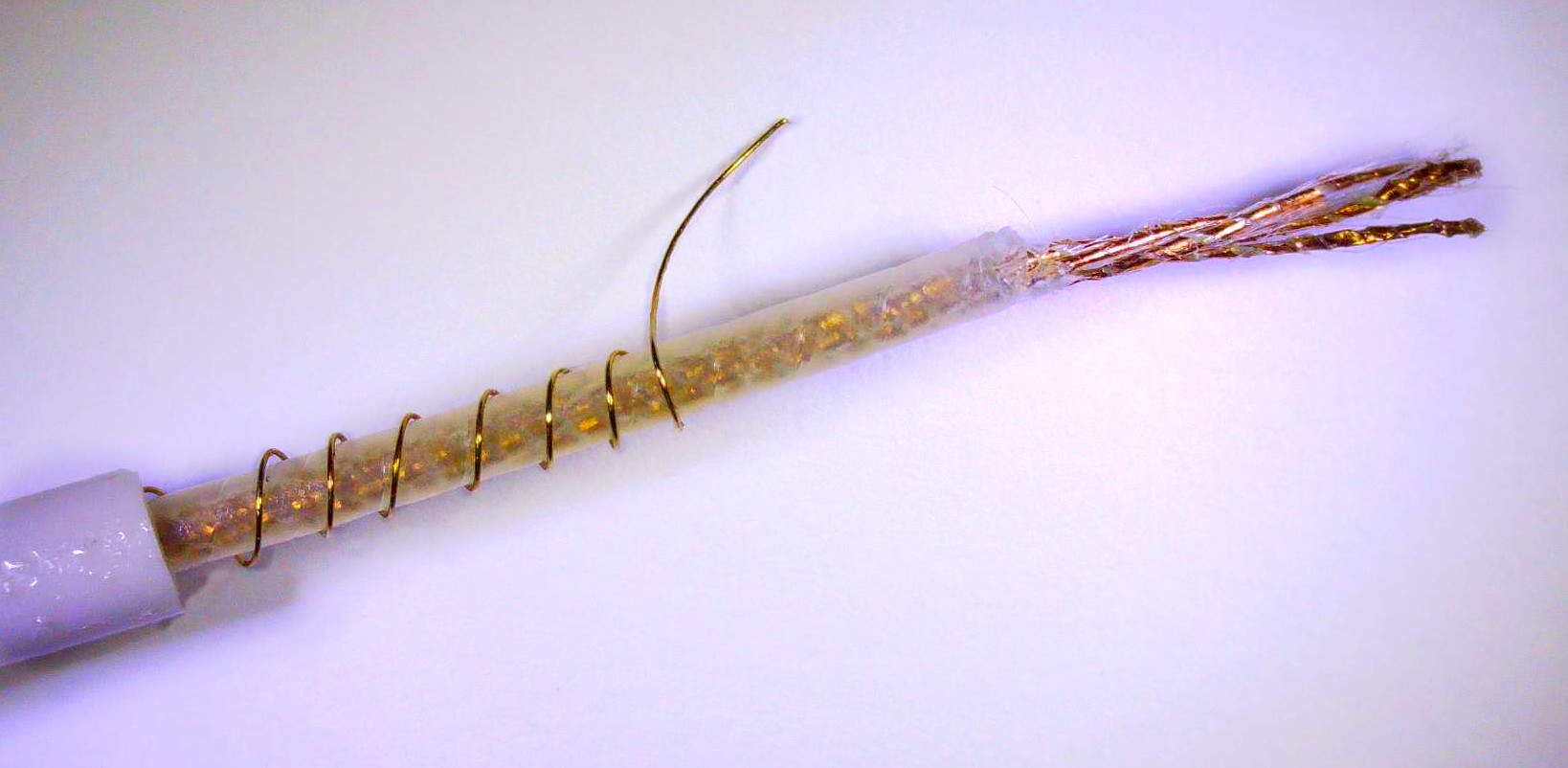
Nahaufnahme eines Heizdrahtes aus einem Heizkissen mit mehrlagigem Schichtaufbau

Zur Temperatur und Leistungsregelung und um die Sicherheitsanforderungen zu erfüllen, sind die in Heizdecken und Sitzheizungen fix integrierte Heizdrähte üblicherweise in mehreren Schichten aufgebaut, wie in nebenstehender Abbildung an einen entmantelten Stück Heizdraht dargestellt. Der Aufbau ist ähnlich wie bei einem Koaxialkabel, kann aber je nach Hersteller leicht unterschiedlich ausgeführt sein. Der innere, zentrische Leiter stellt den eigentliche Heizdraht dar. Dieser besteht üblicherweise aus mehreren dünnen Streifen Metallfolie aus einer Heizleiterlegierung, welche aus Stabilitätsgründen in Wendelform um einen temperaturfesten Faserkern gewickelt ist. Darüber befindet sich eine temperaturfeste innere Isolation, beispielsweise aus Polytetrafluorethylen.
Auf dieser Isolationsschicht wird mit relativ größer Schlaglänge ein Sensordraht aufgewickelt; dessen Material besteht aus einer Metall-Legierung, ähnlich der bei NTC-Widerständen. Der temperaturabhängige Widerstandswert des Sensordrahtes wird von der Steuerelektronik gemessen und als Steuersignal für die Leistungs- bzw. Temperaturregelung verwendet. Weiters dient der Sensordraht der Erkennung von Kabelschäden, wie Kurzschluss mit dem Innenleiter (Heizdraht) oder möglichen Isolationsschäden am Heizkabel, was zur sofortigen Abschaltung führt. Zur Abdeckung des Sensordrahtes befindet sich über diesem eine mechanisch stabile äußere Isolierung, üblicherweise aus Polyvinylchlorid (PVC) oder ähnlichen Kunststoffen. Dieses Heizkabel wird dann in der Länge von einigen Metern, die konkrete Länge hängt von der Größe und Form des Heizkissen oder der Heizdecke ab, mäanderförmig zwischen mehreren Stofflagen eingeklebt.
Aus diesem Aufbau des Heizdrahtes ergibt sich der übliche „Vierleiteranschluss“ als elektrischer Anschluss an Heizkissen: Zwei elektrische Anschlusspole sind mit den beiden Enden des inneren Heizdrahtes verbunden und dienen der Zuführung der elektrischen Heizleistung. Zwei weitere Anschlüsse stellen die beiden Enden des Sensordrahtes dar und werden von der Steuerelektronik für die Temperaturregelung und Fehlererkennung genutzt. Die Steuerelektronik befindet sich üblicherweise in dem Kästchen mit dem Bedien- und Anzeigeelementen.
Im Gegensatz zu Heizkissen und Heizdecken mit recht flexiblem Einsatzort ist ein Wärmeunterbett speziell dafür vorgesehen, unter das Leintuch einer Matratze gespannt zu werden. Viele Wärmeunterbetten haben daher eine entsprechende Größe sowie an den Ecken Spanngummis zum Festspannen an der Matratze.

## Spezielle Heizkissenschalter
Mit zwei verschieden starken Heizkreisen können drei verschiedene Leistungsstufen konfiguriert werden. Verwendet man zum Beispiel einen Heizkreis mit 30 W Leistung und einen zweiten Heizkreis mit 60 W Leistung, so kann ein Stufenschalter folgende Zustände aktivieren:
- Heizkreis 1 in Betrieb: 30 W
- Heizkreis 2 in Betrieb: 60 W
- Beide Heizkreise parallel in Betrieb: 90 W

Bereits Anfang des 20. Jahrhunderts waren Stufenschalter zur sogenannten Serien-Parallel-Schaltung bekannt, die mit zwei gleich starken Heizkreisen ebenfalls drei verschiedene Leistungsstufen erreichen, allerdings mit einer stärkeren Spreizung der Stufen. Dabei werden die Heizkreise entweder in Reihenschaltung oder in Parallelschaltung betrieben. Bei zwei Heizkreisen mit je 50 W Leistung ergeben sich folgende Leistungsstufen:
- Beide Heizkreise in Reihe geschaltet: 25 W
- Ein Heizkreis in Betrieb: 50 W
- Beide Heizkreise parallel geschaltet: 100 W

Damit ergibt sich bei beiden Stufenübergängen ein Faktor 2, was ohne diese speziellen Schalter bei nur zwei Heizkreisen nicht erreichbar ist.
Wie die einfache Stufenschaltung, kann auch die Reihen-Parallel-Schaltung mit einem dreiadrigen Kabel zwischen Schalter und Kissen realisiert werden.

## Geschichte

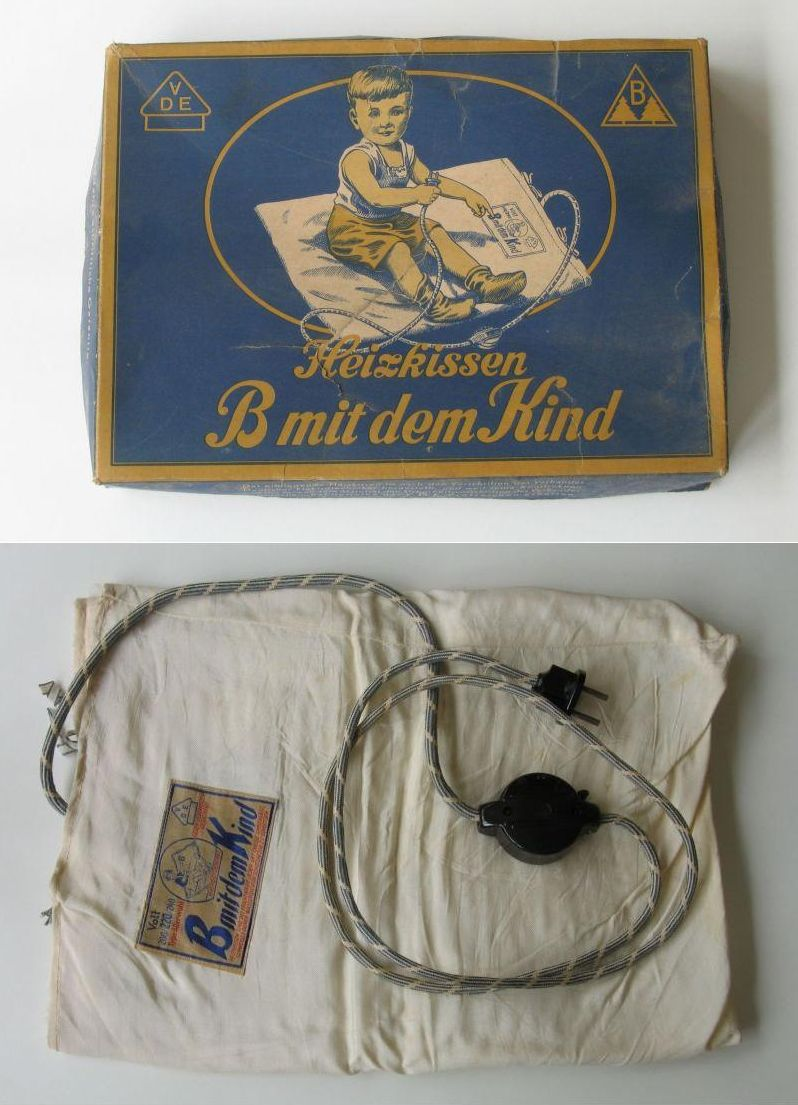
Heizkissen mit Verpackung, um 1939

Die ersten Heizkissen und Heizdecken kamen bereits zum Ende des 19. Jahrhunderts mit dem Beginn der Versorgung der Bevölkerung mit Elektroenergie auf. Bis zu den 1950er Jahren ersetzten sie die mit glühender Kohle betriebenen Bettwärmepfannen sowie die in der Backröhre zu erhitzenden Wärmesteine fast vollständig, konnten die in den 1920er Jahren aufkommenden Wärmflaschen aus Gummi aber nicht verdrängen.
Historische Heizkissen waren oft mithilfe von Asbest hergestellt und waren nicht wasserfest.